# Nátaly Neri
Nátaly Neri Nápoli Grangeiro (Assis, 05 de maio de 1994) é uma comunicadora e cientista social brasileira.
É uma renomada criadora digital, reconhecida por seu impacto no segmento e por sua abordagem inovadora ao discutir a beleza além da estética. Nátaly Neri alcançou uma notável presença na plataforma do YouTube, onde compartilha seus conhecimentos e perspectivas únicas desde 2015.

## Carreira
Desde o início de sua carreira online, Nátaly se destacou como uma das primeiras influenciadoras a abordar questões sociais em seus tutoriais e dicas de lifestyle. Enquanto muitos criadores digitais se concentram principalmente em aspectos superficiais, Nátaly escolheu explorar a beleza como uma expressão que transcende a aparência física. Sua abordagem pioneira deu voz a milhares de pessoas que estavam em busca de uma conexão mais profunda com o tema.
Ao longo dos anos, Nátaly Neri desenvolveu uma presença significativa no YouTube, conquistando uma base de seguidores leais e engajados. Neri foi uma das pioneiras em tratar questões de beleza para além da estética, uma vez que produz vídeos de maquiagem e estilo de vida contextualizados com questões étnico-sociais.
Em seu canal, Nátaly aborda uma ampla gama de tópicos, como diversidade, representatividade, empoderamento feminino, equidade racial e direitos LGBTQ+. Suas mensagens são envoltas em uma linguagem acessível e genuína, o que torna seu conteúdo facilmente compreendido e apreciado por uma audiência diversificada.
Além de seu trabalho no YouTube, Neri também é ativa nas redes sociais, onde compartilha insights, reflexões e iniciativas inspiradoras. Nátaly é graduada em Ciências Sociais pela Universidade Federal de São Paulo (UNIFESP).

## Filmografia
| Ano           | Título                 | Personagem    | Notas               |
| ------------- | ---------------------- | ------------- | ------------------- |
| 2021-presente | DiaCast                | Apresentadora |                     |
| 2021-presente | Corrida das Blogueiras | Jurada        | Desde a temporada 3 |
| 2022          | As Seguidoras          | Cammila       |                     |
| 2023-presente | Tem Que Sustentar      | Apresentadora |                     |
| 2024          | Blogueirinha, a Feia   | Natália       |                     |

## Prêmios
| Ano  | Prêmio                              | Categoria              | Ref           |
| ---- | ----------------------------------- | ---------------------- | ------------- |
| 2018 | MTV Millennial Awards 2018          | Aposta Digital         | [ 13 ]        |
| 2019 | MTV Millennial Awards 2019 (Brasil) | #PQMULHER              | [ 14 ] [ 15 ] |
| 2022 | Prêmio iBest                        | Diversidade e Inclusão | [ 16 ]        |
| 2024 | Prémio People's Choice              | Influenciador do Ano   | [ 17 ]        |